# Ester Martin Bergsmark
Ester Martin Bergsmark (né le 29 septembre 1982) est un réalisateur et scénariste suédois principalement connu pour les documentaires Maggie in Wonderland et She Male Snails. Son premier long-métrage Something Must Break (2014) a été présenté dans plus de cinquante festivals à travers le monde au cours de l'année 2014, et il fut présenté aux festivals de cinéma de Cleveland, Guadalajara et Dublin en 2015. Le film a remporté dix prix dont le Tiger Award du Festival International du Film de Rotterdam, le Grand Prix du Jury de Outfest Los Angeles LGBT Film Festival et les prix de Meilleur film et Meilleure actrice pour Saga Becker au Festival international du film de Lisbonne.

## Biographie
Ester Martin Bergsmark est né le 29 septembre 1982 à Stockholm, en Suède. Il a étudié le documentaire à l'école Biskops Arnö Nordens Folkhögskola et a également étudié à l'Université suédoise des arts, de l'artisanat et du design,. Avec le réalisateur suédois Marque Hammarberg, Bergsmark a réalisé le court-métrage Svälj (2006) et le documentaire Maggie in Wonderland (en suédois : Maggie Vaknar på Balkongen) (2008). Dans Maggie in Wonderland, ils travaillèrent avec Maggie Béatrice « Maggie » Andersson et participèrent aussi à Svälj. Maggie in Wonderland a été récompensé par le Guldbagge Award du meilleur documentaire, l'année de sa sortie.
En 2009, Bergsmark a pris part à un projet féministe dans lequel plusieurs metteurs en scène et artistes réalisèrent des courts-métrages pour une collection intitulée Dirty Diaries. Cette collection a été réalisée dans le but de repenser la pornographie et se compose de 12 courts métrages, le segment de Bergsmark s'intitulant Fruitcake. 2009 fut aussi l'année durant laquelle Bergsmark obtint le droit de changer son prénom pour Ester. Il n'était pas possible auparavant de changer son prénom en Suède, en accord avec son genre,,.
Bergsmark a reçu une autre nomination au Guldbagge Award dans la catégorie du meilleur documentaire en 2012 pour le film She Male Snails. Le film a été réalisé en collaboration avec l'auteur suédois Eli Levén. La relation qu'entretenaient Bergsmark et Levén s'est terminée deux mois avant que le tournage de She Male Snails ne commence. Le film proteste contre le système binaire de genre, composé d'hommes et de femmes et commence avec Bergsmark discutant la première fois qu'il vit Levén, alors qu'ils étaient adolescents et le fait que Levén ait osé être autre chose qu'un garçon ou une fille. Au cours des entretiens, Bergsmark indique que, bien que ne voulant pas vivre comme une femme, il se considère comme une personne trans et se sent mieux à ne pas avoir d'identité de genre fixe. Le film est un mélange de documentaire et de fiction et a reçu un soutien financier dédié aux longs métrages,,.
À l'automne 2011, Bergsmark et Levén déménagèrent à Berlin et travaillèrent ensemble dans un bureau commun sur le manuscrit du film de Bergsmark, Something Must Break. Something Must Break (2014) a été présenté pour la première fois au Festival du Film de Göteborg en 2014 et a été nommé pour un Dragon Award du Meilleur film nordique. Le film est basé sur un livre de Levén (titre suédois : Du är rötterna som sover vid mina fötter och håller jorden på plats). Tout comme She Male Snails, Something Must Break traite de la question de d'appartenir à quelque chose qui se trouve entre ce qui est considéré comme étant de sexe masculin et ce qui est considéré comme étant de sexe féminin. Il traite aussi des amours de jeunesse et de l'acceptation de soi.
En 2014, Bergsmark a reçu la bourse Mai Zetterling, une bourse d'études pour les réalisateurs travaillant sur les courts métrages ou les documentaires. La bourse a été remise lors du Festival du Film de Göteborg, le 24 janvier de la même année,.

## Filmographie
- 2006 : Svälj
- 2008 : Maggie in Womderland (titre original en suédois : Maggie Vaknar på Balkongen
- 2009 : Dirty Diaries (Segment : Un Gâteau Aux Fruits)
- 2012 : She Male Snails (Titre original en suédois : Pojktanten)
- 2014 : Something Must Break (titre original en suédois : Nånting Måste Gå Sönder)

## Prix et récompenses
- Guldbagge Award du meilleur documentaire – Maggie au pays des Merveilles
- mention honorable au Tempo Documentary Festival
- mention honorable pour Pojktanten au Camerimage
- Pour Something Must Break :
  - Tiger Award, 43e Festival international du film de Rotterdam
  - Bourse Mai Zetterling (Ester Martin Bergsmark), 37e Festival du Film de Göteborg
  - Frameline38 Prix Wells Fargo du premier long métrage, Frameline38 – San Francisco International LGBT Film Festival
  - Grand Prix du Jury, Films internationaux, 2014 Outfest LA
  - Meilleur Film et Meilleure Actrice (Saga Becker), 18e Festival International du Film Queer de Lisbonne
  - Hugo D'Argent Q Prix, Chicago Film Festival 2014
  - Prix du Jury, 25 Hambourg Queer Filmfestival
  - Sunny Bunny Winner, Molodist - 45e Festival International du Film de Kiev
  - Meilleur Film, 15e Mezipatra Queer Film Festival (Prague)
  - Meilleur film, Side by side LGBT International Film Festival (Saint-Pétersbourg)
  - Ocaña-Prix de la Meilleure LGTBI Film, Festival du Film Européen de Séville 2014